# 蒂皮塔帕河
蒂皮塔帕河（西班牙語：Río Tipitapa）是尼加拉瓜的一条河流，连接馬那瓜湖和尼加拉瓜湖。馬那瓜湖的水位比尼加拉瓜湖高十米左右，且呈季节性变化，故蒂皮塔帕河也会季节性地泛滥。特别是在冬季，蒂皮塔帕河的高水位会引起洪涝灾害，影响蒂皮塔帕等周边城镇。